# Liste sächsischer Berghauptleute
Der sächsische Berghauptmann oder Oberberghauptmann ist der jeweilige oberste Beamte des sächsischen Oberbergamtes.
Dienstsitz des Berghauptmanns ist das sächsische Oberbergamt in Freiberg.

## Berghauptleute (Auswahl)
| Bild | Amtsjahre | Name                                                                  | Titel                                                  | Anmerkung |
| ---- | --------- | --------------------------------------------------------------------- | ------------------------------------------------------ | --- |
|      | 1558–1584 | Wolf von Schönberg zu Neusorge, Knauthain und Frankenberg             | Oberhauptmann                                          | |
|      | 1584–1588 | Lorenz von Schönberg auf Oberreinsberg                                | Berghauptmann                                          | |
|      | 1588–1616 | Heinrich von Schönberg auf Rechenberg, Purschenstein und Frauenstein  | Oberhauptmann                                          | |
|      | 1616–1628 | Caspar Rudolph von Schönberg auf Wilsdruff und Maxen                  | Berghauptmann                                          | |
|      | 1617–1621 | Georg Pflugk auf Posterstein                                          | Kammer- und Bergrat, auch Berghauptmann der Erzgebirge | |
|      | 1628–1650 | Georg Friedrich von Schönberg auf Mittelfrohna und Pfaffroda          | Berghauptmann                                          | Mitorganisator der Verteidigung Freibergs vor den Schweden im Dreißigjährigen Krieg |
|      | 1650–1676 | Caspar von Schönberg auf Mittelfrohna, Pfaffroda, Dörnthal            | Berghauptmann, ab 1670 Oberberghauptmann               | |
|      | 1676–1711 | Abraham von Schönberg                                                 | Oberberghauptmann                                      | gilt als bedeutendster Oberberghauptmann aus den Reihen der Familie von Schönberg, führte den Bergmannsgruß Glückauf im Erzgebirge ein, organisierte bereits als Bergkommissionsrat die Wiederbelebung des im Dreißigjährigen Krieg zusammengebrochenen Bergbaus, seit 1670 Berghauptmann, rief 1702 eine Bergstipendienkasse zur Finanzierung der Ausbildung bergmännischer Fachleute ins Leben (Vorgängerinstitution der Bergakademie Freiberg) |
|      | 1711–1714 | Hans Carl von Carlowitz                                               | Oberberghauptmann                                      | verfasste mit der Sylvicultura oeconomica, oder haußwirthliche Nachricht und Naturmäßige Anweisung zur wilden Baum-Zucht (1713) das erste geschlossene Werk über Forstwirtschaft, gilt als Schöpfer des forstlichen Nachhaltigkeitsbegriffs |
|      | 1714–1730 | Christoph Dietrich Vitzthum von Eckstädt                              | Oberberghauptmann                                      | |
|      | 1730–1733 | Carl Christian von Tettau auf Mügeln und Heidenau                     | Oberberghauptmann                                      | |
|      | 1733–1734 | Hans Carl von Kirchbach                                               | Berghauptmann                                          | |
|      | 1734–1761 | Curt Alexander von Schönberg auf Oberschöna, Wingendorf und Hainichen | Oberberghauptmann                                      | letzter Berghauptmann bzw. Oberberghauptmann aus den Reihen der Familie von Schönberg, zugleich russischer Generalbergdirektor |
|      | 1761–1763 | Peter Nicolaus von Gartenberg                                         | Oberberghauptmann                                      | Freund von Heinrich von Brühl, nach dessen Tod als Oberberghauptmann abgesetzt |
|      | 1763–1769 | Friedrich Wilhelm von Oppel                                           | Oberberghauptmann                                      | Mitbegründer der Bergakademie Freiberg, stiftete seine private Mineralien-, Bücher- und Bergbaumodellsammlung als Grundstock für die Sammlungen der Bergakademie |
|      | 1769–1785 | Adam Friedrich von Ponickau                                           | Oberberghauptmann                                      | |
|      | 1784–1801 | Carl Wilhelm Benno von Heynitz                                        | Berghauptmann                                          | 1784 unter Ponickau zum Berghauptmann ernannt, wurde nach dessen Tod nicht zum Oberberghauptmann erhoben, Förderer des bergmännischen Bildungswesens |
|      | 1801–1819 | Friedrich Wilhelm Heinrich von Trebra                                 | Oberberghauptmann                                      | als erster Student an der neu gegründeten Bergakademie Freiberg immatrikuliert, Mitbegründer der ersten wissenschaftlichen Gesellschaft der Bergbaukunde („Societät der Bergbaukunde“) |
|      | 1819–1821 | Georg Adolph von Gutschmid                                            | Berghauptmann                                          | |
|      | 1821–1838 | Sigismund August Wolfgang von Herder                                  | Oberberghauptmann                                      | 1821 zum Berg- und 1826 zum Oberberghauptmann ernannt, förderte die Einführung von Maschinen im sächsischen Bergbau, veranlasste ab 1827 die jährliche Herausgabe des „Kalenders für den Sächsischen Berg- und Hüttenmann“ (statistischer Jahresbericht), erarbeitete erste Entwürfe für einen tiefen Entwässerungsstollen im Freiberger Revier (Rothschönberger Stolln)                                                                          |
|      | 1838–1842 | Johann Carl Freiesleben                                               | Berghauptmann                                          | gilt als Begründer des stratigraphischen Teils der Geognosie für das nördliche Deutschland |
|      | 1844–1867 | Friedrich Constantin von Beust                                        | Oberberghauptmann                                      | letzter sächsischer Oberberghauptmann, erster Jurist in dieser Funktion, legte sein Amt aus Protest gegen das neu erarbeitete sächsische Berggesetz (verabschiedet 1868), welches das Oberbergamt zur reinen Aufsichtsbehörde degradierte, nieder |
|      | 1924–1929 | Albert Borchers                                                       | Berghauptmann                                          | [ 2 ] |
|      | 1929–1940 | Hermann Nieß                                                          | Berghauptmann                                          | Erster Dr.-Ing. der Bergakademie Freiberg |
|      | 1940–1945 | Friedrich Wernicke                                                    | Berghauptmann                                          | letzter sächsischer Berghauptmann |
|      | 1945–1946 | Walther Weigelt                                                       | Berghauptmann                                          | letzter sächsischer Berghauptmann (SBZ) |
|      | 1991–2011 | Reinhard Schmidt                                                      | Oberberghauptmann                                      | von 1991 bis 2010 Präsident des 1991 wiedererrichteten Oberbergamtes, seit 19. Dezember 2010 Oberberghauptmann |
|      | 2011 –    | Bernhard Cramer                                                       | Oberberghauptmann                                      | [ 4 ] |